# 山本隆 (福祉学者)
山本 隆（やまもと たかし、1953年2月 - ）は、日本の社会福祉学者。元関西学院大学教授。ローカル・ガバナンス研究所所長。専門は、福祉行財政論、ガバナンス論。日英の福祉政策とガバナンス論を研究しており、デモンフォート大学ジョナサン・デービス教授、シェフィールド大学マデリン・ビル上級講師と共同研究を行っている。博士（学術）（岡山大学・1999年）。滋賀県生まれ。

## 学歴
- 1976年3月 同志社大学文学部英文学科卒業
- 1979年4月 同志社大学大学院文学研究科社会福祉学専攻修士課程入学
- 1982年3月 同志社大学大学院文学研究科社会福祉学専攻修士課程修了、文学修士
- 1997年4月 岡山大学大学院文化科学研究科博士課程後期課程入学
- 1999年3月 岡山大学大学院文化科学研究科博士課程後期課程修了、博士（学術）

## 著書

### 単著
- 『福祉行財政論 国と地方からみた福祉の制度・政策』 中央法規出版、2002年
- 『イギリスの福祉行財政 政府間関係の視点』 法律文化社、2003年
- 『ローカル・ガバナンス論 協治の戦略』ミネルヴァ書房、2009年
- 『貧困ガバナンス論 日本と英国』晃洋書房、2019年

### 共編著
- （右田紀久惠、里見賢治、平野隆之）『福祉財政論』ミネルヴァ書房、1989年
- （成瀬達夫、小沢修司、武田宏）『福祉改革と補助金』ミネルヴァ書房、1989年
- （山本惠子、八木橋慶一、正野良幸）『福祉社会デザイン論』敬文堂、2021年

### 編著・共編著
- 編著『都市で高齢者を支える』啓文社、1995年
- （渡辺文子との共編著）『高齢者ケアの設計』中央法規、1997年
- （難波利光、森裕亮との共編著）『ローカルガバナンスと現代行財政』ミネルヴァ書房、2008年
- （神野直彦、山本惠子との共編著）『社会福祉行財政計画論』法律文化社、2011年
- 編著『社会的企業論 もうひとつの経済』法律文化社、2014年
- （神野直彦、山本惠子との共編著）『貧困プログラム論』関西学院大学出版会、2019年

### 主な翻訳書
- P.トンプソン『労働と管理 ―現代労働過程論争』（成瀬達夫、青木圭介、水野喜志彦との共訳）、啓文社、1990年
- ビル・ジョーダン『英国の福祉―ソーシャルワークにおけるジレンマの克服と展望―』（監訳）、啓文社、1992年
- ノーマン・ジョンソン『福祉国家のゆくえ―福祉多元主義の諸問題―』（青木郁夫との共訳）、法律文化社、1993年
- アラン・ウォーカー『ソーシャルプランニング―福祉改革の代替戦略―』（青木郁夫との共訳）、光生館、1995年
- ノーマン・ジョンソン『グローバリゼーションと福祉国家の変容―国際比較の視点―』（青木郁夫との監訳）、法律文化社、2002年
- ボブ・ジェソップ『資本主義国家の未来』（中谷義和監訳）、御茶の水書房、2005年

## 参考
- ISBN 978-4-623-04636-2
- 関西学院大学